# Tropaeolum deckerianum
Tropaeolum deckerianum là một loài thực vật có hoa trong họ Tropaeolaceae. Loài này được Moritz & H.Karst. miêu tả khoa học đầu tiên năm 1848.